# Franc Jelinčič
Franc Jelinčič, slovenski skladatelj in pedagog, * 2. februar 1937, Lož pri Starem trgu.
Na Akademiji za glasbo v Ljubljani je študiral kompozicijo in pri prof. Lucijanu Mariji Škerjancu leta 1964 končal podiplomski študij.